# دونژی ویدووک
دونژی ویدووک (به لاتین: Donji Vidovec) یک منطقهٔ مسکونی در کرواسی است که در شهرستان مجیموریه واقع شده‌است. دونژی ویدووک ۱۳٫۶۴ کیلومتر مربع مساحت و ۱٬۳۹۹ نفر جمعیت دارد.